# 2860 Pasacentennium
2860 Pasacentennium eller 1978 TA är en asteroid i huvudbältet som upptäcktes den 8 oktober 1978 av den amerikanske astronomen Eleanor F. Helin vid Palomar-observatoriet. Den är uppkallad efter staden Pasadena i Kalifornien.
Asteroiden har en diameter på ungefär 6 kilometer.